# Ross Whyte
Ross Whyte est un curleur britannique, né le 31 août 1998 à York.

## Palmarès

### Jeux olympiques
- Pékin 2022
  -  médaille d'argent[1]